# Seznam hlavních penitenciářů Apoštolské penitenciárie
Toto je seznam hlavních penitenciářů Apoštolské penitenciárie
- Ugo di San Martino ai Monti (1191–1206)
- Giovanni di San Paolo (1206–1212)
- Nicola de Romanis (1212–1219)
- Tommaso di Capua (1219–1239)
- Guglielmo di Modena (c. 1244–1251)
- Hugo de Saint-Cher (1256–1262)
- Gui Foucault (1263–1265)
- Enrico Bartolomei (1265–1271)
- Pierre de Tarentaise (c. 1271–1276)
- Bentivegna de' Bentivegni, O.F.M. (1279–1289)
- Matteo di Acquasparta, O.F.M. (1289–1302)
- Gentile Portino, O.F.M. (1302–1305)
- Béranger de Frédol senior (1306–1323)
- Gauscelin de Jean (1323–1348)
- Etienne Aubert (1348–1352)
- Gil Álvarez de Albornoz (1352–?)
- Francesco degli Atti (okolo r. 1357)
- Gil Álvarez de Albornoz (1357–1358)
- Guillaume Bragose (1367)
- Fra Nicola D'Airola (1367–1370)
- Etienne de Poissy (1370–1373)
- Jean de Cros (1373–1378)
- Eleazaro de Sabran (1378–1379)
- Luca Randolfo de Gentilibus (1382–1389)
- Niccolo Caracciolo Moschino (1389)
- Francesco Carbone (1389–1405)
- Antonio Caetani (1405–1409)
- Pierre Girard (1409–1415)
- Giovanni Dominici (1415–1419)
- Giordano Orsini (1419–1438)
- Antonio Correr, C.R.S.G.A. (1438)
- Niccolò Albergati (1438–1443)
- Giuliano Cesarini (1444)
- Giovanni Berardi di Tagliacozzo (1444–1449)
- Domenico Capranica (1449–1458)
- Filippo Calandrini (1459–1476)
- Giuliano della Rovere (1476–1503)
- Pedro Luis de Borja Llançol de Romaní (1503–1511)
- Leonardo Grosso della Rovere (1511–1520)
- Lorenzo Pucci (1520–1529)
- Antonio Pucci (1529–1544)
- Roberto Pucci (1545–1547)
- Ranuccio Farnese , O.S.Io.Hieros. (1547–1565)
- Karel Boromejský (1565–1572)
- Giovanni Aldobrandini (1572–1573)
- Stanislav Hosius (1574–1579)
- Filippo Boncompagni (1579–1586)
- Ippolito Aldobrandini (1586–1592)
- Giulio Antonio Santori (1592–1602)
- Pietro Aldobrandini (1602–1605)
- Cinzio Passeri Aldobrandini (1605–1610)
- Scipione Caffarelli-Borghese (1610–1633)
- Antonio Marcello Barberini, O.F.M.Cap. (1633–1646)
- Orazio Giustiniani, C.O. (1647–1649)
- Niccolò Albergati Ludovisi (1650–1687)
- Leandro Colloredo, C.O. (1688–1709)
- Fabrizio Paolucci (1709–1721)
- Bernardo Maria Conti, O.S.B. (1721–1730)
- Vincenzo Petra v r. 1730 pro-penitenciář (1730–1747)
- Gioacchino Besozzi, O.Cist. (1747–1755)
- Antonio Andrea Galli, C.R.L. (1755–1767)
- Giovanni Carlo Boschi (1767–1788)
- Francesco Saverio de Zelada (1788–1801)
- Leonardo Antonelli (1801–1811)
- Michele Di Pietro (1811–1821)
- Francesco Saverio Castiglioni (1821–1829)
- Emmanuele De Gregorio (1829–1839)
- Castruccio Castracane degli Antelminelli (1839–1852)
- Gabriele Ferretti (1852–1860)
- Antonio Maria Cagiano de Azevedo (1860–1867)
- Antonio Maria Panebianco, O.F.M.Conv. (1867–1877)
- Luigi Maria Bilio, B. (1877–1884)
- Raffaele Monaco La Valletta (1884–1896)
- Isidoro Verga (1896–1899)
- Serafino Vannutelli (1899–1915)
- Willem Marinus van Rossum, C.SS.R. (1915–1918)
- Oreste Giorgi (1918–1924)
- Andreas Frühwirth, O.P. (1925–1927)
- Lorenzo Lauri (1927–1941)
- Nicola Canali (1941–1961)
- Arcadio María Larraona Saralegui, C.M.F. (1961–1962)
- Fernando Cento (1962–1967)
- Giuseppe Antonio Ferretto (1967–1973)
- Giuseppe Paupini (1973–1984)
- Luigi Dadaglio (1984–1990)
- William Wakefield Baum (1990–2001)
- Luigi De Magistris, pro-penitenciář, nebyl kardinálem (2001–2003)
- James Francis Stafford (2003–2009)
- Fortunato Baldelli (2009–2012)
- Manuel Monteiro de Castro (2012 -)